# Associação Canadense de Hóquei
Associação Canadense de Hóquei (Canadian Hockey Association), é o órgão que dirige e controla o hóquei no gelo do Canadá, comandando as competições nacionais e a seleção nacional.